# 우사 (동오)
우사(虞汜, ? ~ 271년?)는 중국 삼국 시대 동오의 관료로, 회계군 여요현 사람이며 우번의 넷째 아들로 형제 중 가장 유명했다. 남해군에서 태어났으며, 자는 세홍(世洪)이다.

## 생애
우번이 유배되어 남해군에 있을 적에 태어났으며, 16세에 아버지가 죽어 귀환했다.
손량을 폐위한 손침이 제위에 대한 야심을 보이자, 고사를 인용하여 이를 말렸다. 경제가 즉위한 후 하소, 왕번, 설영과 함께 산기상시가 되었다. 나중에 감군사자가 되었다.
건형 원년(269년), 위남장군 · 대도독 설후, 창오태수 도황과 함께 형주에서 출발하여, 이욱, 서존과 합류하여 진나라에 뺏긴 교지를 탈환하려 출진하여, 동 3년(271년)에 도황과 함께 교지를 격파하고 진나라가 둔 장수들을 죽이고 구진군과 일남군도 회복했다. 또 부엄을 토벌하여 격파했으며, 그 공으로 교주자사 ·관군장군이 되었고 여요후에 봉해졌다. 병사했다.

## 같이 보기
- 삼국지 인물 목록